# Нова Земља (округ)
Нова Земља (фин. Uusimaa, швед. Nyland) је округ у Финској, у јужном делу државе. Седиште округа је град Хелсинки, главни град државе, а значајни су и градови Ванта, Еспо, Порво и Расеборг.
Како се у округу налази главни град и како у њему живи око 30% становништва целе Финске, округ Нова Земља је далеко најважнији округу у држави.

## Положај округа
Округ Нова Земља сеје најјужнији округ Финске. Њега окружују:
- са севера: Округ Ужа Тавастија,
- са североистока: Округ Пејенска Тавастија,
- са истока: Округ Кименска Долина,
- са југа: Фински залив Балтичког мора,
- са запада: Округ Ужа Финска.

## Природне одлике
Рељеф: Округ припада историјској области Финска нова земља, а просторно је смештен у њеном средишњем и западном делу. У округу Нова Земља преовлађују равничарска подручја, надморске висине 0-100 м.
Клима у округу Нова Земља влада Континентална клима, која је пријатнија у односу на већи део државе северно.
Воде: Нова Земља је приморски округ Финске. На југу округ излази на Фински залив Балтичког мора. Обала је дуга и веома разуђена, са бројним острвима, полуострвима и заливима. У унутрашњости округа постоји низ ледничких језера.

## Становништво
По подацима 2011. године у округу Нова Земља живело је преко 1,5 милиона становника. Од 2000. године број становника у округу је нарастао за око 10%.
Густина насељености у округу је 170 становника/км² (највише у држави), што је за 10 пута више од државног просека (16 ст./км²). Део око Хелсинкија је много боље насељен него остатак округа.
Етнички састав: Традиционално становништво округа су Финци у унутрашњости округа и Швеђани у приморју. Током 20. века велики број Финаца се населио у градском подручју Хелсинкија, али су приморска подручја западно и источно од главног града и данас са великим учешћем Швеђана, који данас чине око 9% становника округа. Последњих деценија овде населио и велики број усељеника (око 10%).

## Општине и градови
Округ Нова Земља има 28 општина, од којих је 17 са звањем града (означене задебљаним словима). То су:
| - Аскола - Ванта - Вихти - Еспо - Инго - Јервенпе - Карјалохја | - Каркила - Каунијајнен - Керава - Кирконуми - Лапијерви - Ловиса - Лохја | - Ментселе - Мирскила - Нуми-Пусула - Нурмијерви - Порнајнен - Порво - Пукила | - Расеборг - Сипо - Сиунтио - Тусула - Ханко - Хелсинки - Хивинке |

Градска подручја са више од 10 хиљада становника су:
- Хелсинки - 1.177.000 становника,
- Хивинке - 42.000 становника,
- Порво - 37.000 становника,
- Лохја - 33.000 становника,
- Кирконуми - 19.000 становника,
- Нумела - 13.000 становника,
- Ментселе - 11.000 становника.